# Slindon
Slindon est un village et une paroisse civile du Sussex de l'Ouest, en Angleterre. Il est situé à une dizaine de kilomètres au nord-est de la ville de Chichester. Administrativement, il relève du district d'Arun. Au recensement de 2011, il comptait 595 habitants.

## Personnalités
L'écrivain anglo-français Hilaire Belloc (1870-1953) passa une partie de son enfance à Slindon et en garda la nostalgie.